# Per Löf
Per Jönsson Löf, född 24 december 1835 i Dalby församling, Värmlands län, död 22 oktober 1917 i Ekshärads församling, Värmlands län, var en svensk folkmusiker.

## Biografi
Per Löf föddes 1835 i Dalby socken. Han var son till korpralen och fiolspelmannen Jöns Lång. Löf lärde sig att spela fiol va sin far och blev en efterfrågad spelman. Löf kom att arbeta som korpral vid Värmlands regemente. Han avled 1917 i Ekshärads socken.

## Upptecknade låtar
Upptecknade låter år 1907 av Nils Andersson efter Löf.
- Polska i F-dur.[3]
- Halling i A-moll.[3]
- Polska i F-dur.[3]
- Polska i C-dur.[3]
- Polska i D-moll.[3]
- Polska i A-dur.[3]
- Polska i C-dur.[3]
- Polska i F-dur.[3]
- Vals i Bb-dur.[3]
- Brudmarsch i D-dur.[3]
- Vals i A-dur.[3]
- Vals i F-dur, efter Luhrman.[3]
- Polska i C-dur, efter Lejsme Per Larsson.[3]